# Tarisznyás Márton Múzeum
A főként Gyergyószentmiklós környékének néprajzi emlékeit bemutató Tarisznyás Márton Múzeumot a város egyik önmagában is muzeális értékű épületében, az 1770–1778 között épített Vertán-házban rendezték be.

## A gyűjtemény története
A gyűjtő munkát az 1950-es évek elején kezdte el néhány lelkes, (többnyire gyergyói) értelmiségi, illetve művész:
- Csiby Andor,
- Bálint Ákos,
- Karácsony János és társaik.

Munkájukat Kolozsvárról és Marosvásárhelyről is többen támogatták, így például 
- Vámszer Géza és
- Kovács Dénes.

A múzeum első alkalmazottja, illetve vezetője a fiatal történészhallgató Tarisznyás Márton (1927–1980) lett; ő élete végéig szolgálta és vezette a múzeumot, szenvedélyesen gyűjtötte a gyergyói nép múltjának emlékeit, amiket szakszerűen feldolgozott, kiállított és közkinccsé tett.
A gyűjteményt 1962-ben költöztették mostani helyére. A múzeum 1992-ben vette fel Tarisznyás Márton nevét.

## A múzeum kiállításai

### Néprajzi gyűjtemény
A figyelemre méltó gyűjtemény átfogó, színes képet vázol fel a gyergyói jellegzetességekről. Tarisznyás Márton gyűjtő- és kutatómunkáját dicsérik a fakitermelés és fafeldolgozás módozatait szemléltető tárgyak.
A népviseletek kiállítását 2006 decemberében nyitották meg. Nemcsak a székely falvak sajátos és eredeti viseleteit mutatják be, hanem a környéken élő románok és csángók ruházatát, a természetes textíliák hagyományos feldolgozásának eszközeit és termékeit is.
A malomtörténeti állandó kiállítás 2005 óta látogatható a Békény utcában. Ott áll a 19. században épített, de még működőképes Tinka-féle műemlék vízimalom és mosató. Föltehetőleg 2011-ben készítik el az eszenyői vízifűrész hű másolatát — az eredeti gépezet a múzeumkertben áll. A múzeum udvarán helyeztek el több más nagyobb, a népi építészethez és technikához kötőd, az épületben látható kiállításokat kiegészítő tárgyat. A 2010-ben még csak szervezett szabadtéri kiállításon régi parasztházakat, malmokat, gépeket, járműveket, egyéb szerkezeteket kívánnak bemutatni.

### Régészeti gyűjtemény
A gyűjtemény oroszlánrészét a gyergyószárhegyi Lázár-kastély körüli ásatások tárták fel. Ezekből a leletekből a térség 15-18. századi anyagi kultúráját ismerhetjük meg. A restaurált leletek egy részéből a térségi nemesek életének alakulását, valamint a csempe- és kerámiaművesség történetét bemutató kastélytörténeti állandó kiállítást rendeztek be a Lázár-kastélyban.

### Képzőművészeti gyűjtemény
A múzeum képzőművészeti gyűjteményének alapja két magángyűjtemény:
- A Karácsony János (1899-1974) festőművész alkotásait a nagybányai akadémia egyedülálló impresszionista szellemisége lengi át. Az olajfestmények, akvarellek, szénrajzok művészi értékükön túl a környék építészeti emlékeit és jellegzetességeit megörökítő fontos kordokumentumok is.
- A másik fontos gyűjtemény a gyergyószentmiklósi Elekes Vencel műgyűjtő és művészetpártoló adománya. Magángyűjteménye a kortárs képzőművészek különböző színvonalú festményeit, grafikáit, metszeteit, ex libriseit, szobrait tartalmazza a 20. század második feléből. Az alkotások közt a kor művészetének valamennyi stílusirányzata megtalálható.

### Természettudományi gyűjtemény
A természettudományi gyűjtemény a gyergyói medence állat- és növényvilágát mutatja be. A vadakat Elekes Mihály preparálta, majd adományozta a múzeumnakaz 1960-as években. Az 1990-es évektől a múzeum több száz darabból álló lepke- és bogárgyűjteménnyel gyarapodott — ezt időszakos kiállításokon szokták bemutatni. A kőzet- és ásványkiállítást folyamatosan bővítik. 2004-ben dr. Jakab Gyula geológus magángyűjteményét is bevonva sikeres időszakos kiállítást nyitottak meg.

## A Vertán-ház
A barokk stílusú, műemlék örmény kereskedőházat 1770–1778 között építette Vertán István építész. 1820-ban (1821-ben?) vásárolták meg az osztrák hatóságok, és itt rendezték be a Nemes Első Székely Gyalog Regiment gyergyói zászlóaljának parancsnokságát. 1849 tavaszán Gál Sándor, a csíki forradalmi csapatok parancsnoka itt tartóztatta le Csernikó őrnagyot és a székely határőrezred osztrák kiképzőtisztjeit, lehetővé téve, hogy Gyergyó lakossága ismét a forradalom ügye mellé állhasson. 1849 után erdészeti, majd adóhivatal lett, 1961 óta Városi Múzeum.